# Rue Hélène
La rue Hélène est une voie située dans le quartier des Batignolles du 17e arrondissement de Paris.

## Situation et accès
La rue Hélène est desservie par la ligne 13 à la station La Fourche.

## Origine du nom
Elle tient son nom de monsieur Hélène, propriétaire des terrains sur lesquels elle fut ouverte.

## Historique
Cette rue est une ancienne voie de la commune des Batignolles, ouverte en 1837 sous le nom de « rue des Moulins », car elle contournait une butte artificielle formée d'un amoncellement de déblais divers et que surmontaient, au XVIIIe siècle, trois moulins appelés « moulins des Batignolles ».
Le peintre Jean-Pierre Le Boul'ch (1940-2001) y vécut.